# Нойвиттенбек
Нойвиттенбек (нем. Neuwittenbek) — община в Германии, в земле Шлезвиг-Гольштейн. 
Входит в состав района Рендсбург-Экернфёрде. Подчиняется управлению Денишер Вольд.  Население составляет 1227 человек (на 31 декабря 2010 года). Занимает площадь 13,12 км².